# SK Blāzma
Le SK "Blāzma" est un club letton de football basé à Rezekne.
Le club est demi-finaliste de la Coupe de Lettonie en 1994 et 2006.